# العلاقات القبرصية الكوستاريكية
العلاقات القبرصية الكوستاريكية هي العلاقات الثنائية التي تجمع بين قبرص وكوستاريكا.

## مقارنة بين البلدين
هذه مقارنة عامة ومرجعية للدولتين:
| وجه المقارنة                                              | قبرص                                                                 | كوستاريكا                                 |
| --------------------------------------------------------- | -------------------------------------------------------------------- | ----------------------------------------- |
| المساحة (كم2)                                             | 9.24 ألف                                                             | 51.10 ألف                                 |
| عدد السكان (نسمة)                                         | 1.14 مليون                                                           | 4.91 مليون                                |
| الكثافة السكانية (ن./كم²)                                 | 123.38                                                               | 96.09                                     |
| العاصمة                                                   | نيقوسيا                                                              | سان خوسيه                                 |
| اللغة الرسمية                                             | اليونانية الحديثة، اللغة التركية، لغة يونانية                        | اللغة الإسبانية                           |
| العملة                                                    | يورو، جنيه قبرصي                                                     | كولون كوستاريكي                           |
| الناتج المحلي الإجمالي (بليون دولار)                      | 21.65 مليار                                                          | 57.06 مليار                               |
| الناتج المحلي الإجمالي (تعادل القوة الشرائية) بليون دولار | 26.73 مليار                                                          | 74.98 مليار                               |
| الناتج المحلي الإجمالي الاسمي للفرد دولار أمريكي          | 23.24 ألف                                                            | 11.26 ألف                                 |
| الناتج المحلي الإجمالي للفرد دولار أمريكي                 | 30.24 ألف                                                            | 14.92 ألف                                 |
| مؤشر التنمية البشرية                                      | 0.850                                                                | 0.766                                     |
| رمز المكالمات الدولي                                      | +357                                                                 | +506                                      |
| رمز الإنترنت                                              | .cy                                                                  | .cr، قائمة نطاقات المستوى الأعلى للإنترنت |
| المنطقة الزمنية                                           | ت ع م+02:00، ت ع م+03:00، توقيت شرق أوروبا، توقيت شرق أوروبا الصيفي ‏ | 00                                        |

## منظمات دولية مشتركة
يشترك البلدان في عضوية مجموعة من المنظمات الدولية، منها:
| علم المنظمة | اسم المنظمة                               | تاريخ انضمام قبرص | تاريخ انضمام كوستاريكا |
| ----------- | ----------------------------------------- | ----------------- | ---------------------- |
|             | مؤسسة التنمية الدولية                     | 2 مارس 1962       | 30 يونيو 1961          |
|             | يونسكو                                    | 6 فبراير 1961     | 19 مايو 1950           |
|             | مؤسسة التمويل الدولية                     | 2 مارس 1962       | 20 يوليو 1956          |
|             | منظمة حظر الأسلحة الكيميائية              | ?                 | ?                      |
|             | الأمم المتحدة                             | 20 سبتمبر 1960    | 2 نوفمبر 1945          |
|             | الاتحاد الدولي للاتصالات                  | 24 أبريل 1961     | 13 سبتمبر 1932         |
|             | منظمة الشرطة الجنائية الدولية             | ?                 | ?                      |
|             | البنك الدولي للإنشاء والتعمير             | 21 ديسمبر 1961    | 8 يناير 1946           |
|             | الاتحاد البريدي العالمي                   | ?                 | ?                      |
|             | المركز الدولي لتسوية المنازعات الاستشارية | 25 ديسمبر 1966    | 27 مايو 1993           |
|             | وكالة ضمان الاستثمار متعدد الأطراف        | 12 أبريل 1988     | 8 فبراير 1994          |
|             | منظمة التجارة العالمية                    | ?                 | ?                      |
|             | الفريق المعني برصد الأرض                  | ?                 | ?                      |

## وصلات خارجية
- موقع وزارة الخارجية القبرصية
- موقع وزارة الخارجية الكوستاريكية